# Hexafluronium bromide
Hexafluronium (hoặc hexafluorenium) là một chất làm giãn cơ. Nó hoạt động như một chất đối vận thụ thể acetylcholine nicotinic.